# Higashi (Okinawa)
Higashi (東村 Higashi-son, okinawansk: Agarijima (東島)) er en landsby beliggende i Kunigami-distriktet på Okinawa i Japan.

## Bemærkelsesværdige beboere
- Ai Miyazato, professionel golfspiller i LPGA og JLPGA.

## Eksterne links
- Wikimedia Commons har flere filer relateret til Higashi (Okinawa)
- (japansk) Higashis officielle hjemmeside